# Târgu Mureș
Târgu Mureș (njemački: Neumarkt am Mieresch, latinski: Novum Forum Seculorum, mađarski: Marosvásárhely) je grad u središnjoj Rumunjskoj, glavni grad županije Mureș. 

## Zemljopis
Grad se smjestio u dolini rijeke Moriš u središnjem dijelu Transilvanije. Grad se razvio na putu koji povezuje veće gradove Cluj-Napoca i Brașov.

## Povijest
Grad na današnjem mjestu prvi put se spominje 1332. godine u papinskom popisu pod latinskim imenom Novum Forum Siculorum. Godine 1405. mađarski kralj Žigmund Luksemburški dodjeljuje gradu, tada poznatom kao Székelyvásárhely prema mađarskoj etničkoj zajednici Sikula, pravo održavanja sajmova. Kralj Matija Korvin 1482. godine daje gradu status slobodnog kraljevskog grada. Godine 1616. grad dobiva današnje ime. Ovo je vrijeme naglog uspona grada, kada on postaje jedno od središta Transilvanije.
Revolucija u Mađarskoj 1848. godine otvorila je novo pitanje u vezi tadašnjeg Târgu Mureșa i same Transilvanije pitanje rumunjsko-mađarskih odnosa. Poznati rumunjski narodni junak Avram Iancu, bio je odvjetnik u ovom gradu u to doba. I pored toga grad i njegova okolina su sve do kraja Austro-Ugarske ostali naseljeni pretežno Mađarima. Godine 1910. Mađari su činili 89% gradskog stanovništva.
Poslije Prvog svjetskog rata grad postaje dio kraljevine Rumunjske i odmah mijenja ime u "prorumunsko" Oșorheiu. Istovremeno u grad se počinju doseljavati Rumunji iz okolnih sela, pa grad polako postaje heterogen po stanovništvu. Međutim, u razdoblju 1940. – 1944. godine tijekom Drugog svjetskog rata, grad je ponovo dio Mađarske pod Miklóšom Horthijem, da bi poslije rata bio vraćen Rumunjskoj, sada pod komunističkom vlašću.
Tijekom 55-godišnje komunističke vladavine došlo he do nagle industrijalizacije i urbanizacije cijele Rumunjske. Ovo nije zaobišlo ni Târgu Mureș, kod kojeg je dodatni poticaj bilo i postojanje nekadašnje Mađarske Autonomne Pokrajine, čije je Târgu Mureș bio središte.
Poslije pada komunizma 1989. godine došlo je do međuetničkih nemira između Rumunja i Mađara 1990. godine. Ovo je negativno utjecalo na grad i njegovo stanovništvo, posebno na Mađare, koji su iseljavanjem iz grad postali prvi put manjina u gradu. Grad je bio i u privrednim problemima, ali se od 2000. godine grad oporavlja i ponovo razvija. 

## Stanovništvo
Po popisu stanovništva iz 2002. godine Târgu Mureș je imao 149.577 stanovnika.
Etnički sastav stanovništva od 1850. godine.
| Godina | Ukupno  | Mađari | Rumunji | Nijemci | Židovi | Romi  | Ostali |
| ------ | ------- | ------ | ------- | ------- | ------ | ----- | ------ |
| 1850   | 7.855   | 82,6%  | 6,0%    | 3,1%    | 2,6%   | 3,6%  | 2,1%   |
| 1869   | 12.678  | 88,9%  | 5,2%    | 3,5%    |        |       | 2,4%   |
| 1900   | 20.229  | 83%    | 11,6%   | 3,6%    |        |       | 1,5%   |
| 1910   | 25.517  | 89,3%  | 6,7%    | 2,4%    |        |       | 1,6%   |
| 1930   | 40.058  | 57,2%  | 26,7%   | 1,7%    | 12,1%  | 1,1%  | 1,2%   |
| 1966   | 86.464  | 70,9%  | 28,3%   | 0,6%    |        |       | 0,2%   |
| 1977   | 127.783 | 63,6%  | 34,8%   | 0,6%    | 0,4%   | 0,5%  | 0,1%   |
| 1992   | 164.445 | 51,4%  | 46,1%   | 0,3%    | 0,1%   | 2%    | 0,1%   |
| 2002   | 149.577 | 46,73% | 50,34%  | 0,2%    |        | 2,43% | 0.01   |

| Etnička pripadnost iz 2002. godine |            |          |
| Nacija                             | Stanovnika | Postotak |
| Rumunji                            | 75.317     | 50,35%   |
| Mađari                             | 69.825     | 46,68%   |
| Romi                               | 3759       | 2,51%    |
| Nijemci                            | 275        | 0,18%    |
| ostali                             | 401        | 0,27%    |

## Poznate osobe
- György Dragomán, mađarski književnik

## Gradske znamenitosti
Grad ima dobro sačuvanu staru jezgru s brojnim zdanjima iz različitih povijesnih razdoblja.
- pravoslavna katedrala (1925. – 1934.), posvećena Spasenju Kristovom;
- "mala" pravoslavna crkva (1926. – 1936.);
- reformatska crkva iz 17. stoljeća u gradskoj utvrdi;
- izraelitska crkva;
- evangelička crkva;
- katolička crkva, posvećena sv. Ivanu;
- palača Kulture (1911. – 1913.) sa slavnom Dvoranom ogledala;
- gradska utvrda iz 17. stoljeća s reformatskom crkvom;
- trg Ruža;
- gradska kuća (1906. – 1907.)

## Gradovi prijatelji
- Guzelcamli, Turska
- Baja, Mađarska
- Zalaegerszeg, Mađarska
- Budimpešta, Mađarska
- Kecskemét, Mađarska
- Szeged, Mađarska
- Ilmenau, Njemačka
- East Renfrewshire, Velika Britanija
- Bournemouth, Velika Britanija

## Vanjske poveznice
- Službena stranica grada

### Ostali projekti
|  | Zajednički poslužitelj ima još gradiva o temi Târgu Mureș |